# Cantone di Gramat
Il Cantone di Gramat è una divisione amministrativa  e dell'arrondissement di Figeac e dell'arrondissement di Gourdon.
A seguito della riforma approvata con decreto del 13 febbraio 2014, che ha avuto attuazione dopo le elezioni dipartimentali del 2015, è passato da 12 a 17 comuni.

## Composizione
I 12 comuni facenti parte prima della riforma del 2014 erano:
- Alvignac
- Le Bastit
- Bio
- Carlucet
- Couzou
- Gramat
- Lavergne
- Miers
- Padirac
- Rignac
- Rocamadour
- Thégra

Dal 2015 i comuni appartenenti al cantone sono i seguenti 17:
- Albiac
- Alvignac
- Le Bastit
- Bio
- Carlucet
- Couzou
- Durbans
- Flaujac-Gare
- Gramat
- Issendolus
- Lavergne
- Miers
- Padirac
- Reilhac
- Rignac
- Rocamadour
- Thégra